# 1759年の相撲
1759年の相撲（1759ねんのすもう）は、1759年の相撲関係のできごとについて述べる。

## 本場所など
- 3月場所（江戸相撲）[1]
  - 興行場所:深草八幡社地
  - 4月4日（旧3月7日）より晴天8日間興行
- 5月場所（京都相撲）[1]
  - 興行場所:二条川東
  - 6月13日（旧5月19日）より興行